# Вертах (река)
Вертах (нем. Wertach) — река на юге Германии, протекает по территории Швабии (земля Бавария). Левый приток Леха. Длина реки — 150 км. Площадь её бассейна 1260 км². Высота истока 1077 м. Высота устья 461 м.
Вертах образуется слиянием небольших речек — Kaltenbrunnenbach и Eggbach. Истоки Вертаха находятся в Верхнем Алльгое. Впадает он в Лех в Аугсбурге.